# Igor Gouzenko
Igor Sergeyevich Gouzenko (Rogachev, União Soviética, 13 de janeiro de 1919 -Mississauga, Canadá, 28 de junho de 1982) foi um criptógrafo na embaixada soviética no Canadá de 1942 ao fim do ano de 1945 quando desertou pedindo asilo político e levando mais de 100 documentos que provavam a existência de uma rede de espionagem soviética para roubar segredos atômicos nos Estados Unidos da América.
A deserção de Gouzenko revelou um dos maiores casos de espionagem da História, e os fatos conseqüentes à sua deserção marcam o início da Guerra Fria.
O livro Como começou a guerra fria de Amy Knight conta toda história do caso e por trás do caso com base em documentos que foram recentemente liberados sobre o assunto pelo governo do Canadá e dos EUA.

## Filme
A história do "Affair Gouzenko" rendeu um excelente filme produzido pela Twentieth Century Fox ("A Cortina de Ferro", de 1948). Dirigido por William Wellman e roteiro de Milton Krims, a película foi estrelada por Dana Andrews e Gene Tierney (como Igor e Anna Gouzenko), e foi filmada nas localidades reais canadenses, além de ter sido baseada nos documentos originais da Embaixada.